# جيمي رودجرز (كرة سلة)
جيمي رودجرز (بالإنجليزية: Jimmy Rodgers)‏ مواليد 12 مارس 1943 في أوك بارك، هو لاعب كرة سلة محترف أمريكي تحول إلى التدريب بعد الاعتزال. فاز ست مرات ببطولة الرابطة الوطنية لكرة السلة ثلاث منها مع فريق شيكاغو بولز وثلاث مع فريق بوسطن سيلتكس.

## روابط خارجية
- جيمي رودجرز على موقع كلية كرة السلة في سبورتس رفرنس.كوم (الإنجليزية)
- جيمي رودجرز على موقع سبورتس رفرنس (الإنجليزية)